# Heliophanus giltayi
Heliophanus giltayi là một loài nhện trong họ Salticidae.
Loài này thuộc chi Heliophanus. Heliophanus giltayi được Roger de Lessert miêu tả năm 1933.